# Język północnopiceński

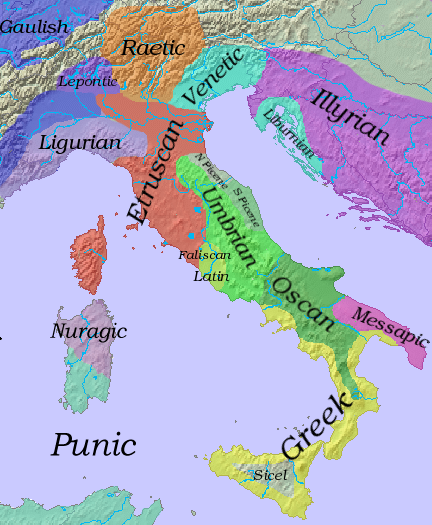
Przybliżone rozmieszczenie języków italskich w VI wieku p.n.e.

Język północnopiceński – wymarły język, używany na wschodnim wybrzeżu środkowej Italii, znany z kilku inskrypcji pochodzących z I tys. p.n.e., głównie z Picenum, obecnie prowincji Pesaro i Urbino. Zapisywany formą alfabetu etruskiego. Choć teksty łatwo transliterować, nie ustalono jeszcze znaczenia ani jednego słowa, stąd przypuszczenie, że w odróżnieniu od swego południowego odpowiednika – południowopiceńskiego, nie był italski, a nawet indoeuropejski. Piceni mieli osiedlić się na swych ziemiach w X lub XI w. p.n.e. Przypuszcza się, że mogli przybyć drogą morską z Półwyspu Bałkańskiego. Czcili jako święte zwierzę dzięcioła (łac. picus), od którego miała też pochodzić ich nazwa i który jeszcze dziś jest zwierzęciem herbowym prowincji Marche. Byli pod silnym umbryjskim wpływem, któremu całkowicie ulegli w II w. p.n.e./I w. p.n.e. Pokrewieństwo z innymi językami staroeuropejskimi, takimi jak etruski, jest przedmiotem dyskusji. Z uwagi, jednak, na swoje cechy, przypominające indoeuropejskie (język wykazuje pewne podobieństwa z iliryjskim, trackim czy wenetyjskim) klasyfikowano go jako indoeuropejski (James Poultney, 1979).

## Stela z Novilary
Najlepiej znana północnopiceńska inskrypcja pochodzi ze steli odnalezionej w 1889 w miejscowości Novilara. Obecnie przechowywana jest w Museo Preistorico Pigorini w Rzymie. Towarzyszący jej materiał archeologiczny wskazuje na VI w. p.n.e. Stanowi ją prostokątny blok z piaskowca, o wymiarach 64 na 45 cm. Na jednej stronie, w zygzakowaty ornament, wpisane jest 12 linii, następującego tekstu: 

mimniś . erút . caareś (.) tadeś | ro(t)nem . úvlin . part(en) . úś | polem . iśairon . tet | šút . trat (.) neši. kr(úš/úví) | ten(a)c . trút . ipiem . rotne(š/m) | lútúiś . θ(a)lú . iśperion . vúl | teś . rotem . teú . aiten . tašúr | śoter . merpon . kalatne | niś . vilatoś . paten . arn | úiś . baleśtenac . andś . et | (š)út . (l)akút . treten . teletaú | (ne)m . p(o)lem . tišú . śotriś . eúś. 

Całość wieńczy symbol pięcio-szprychowego koła. Drugą zaś stronę pokrywa scena polowania bądź wypasu. Na podstawie podobieństw z indoeuropejskim słownictwem, można podejrzewać znaczenia kilku słów, np.: mimniś, tłumaczy się od łacińskiego men- ‘umysł, pamięć’, polem, od greckiego πόλις ‘miasto’; iśairon od greckiego ιερός  ‘potężny’, ale ogólnie tekst jest całkowicie nieprzetłumaczony. Zbitki spółgłoskowe, takie jak kr, tr, tn, mn, pr, rt,  sp czy st mają wyraźnie indoeuropejski charakter. Przypominający końcówkę biernika, sufiks –em, (w: polem, rotem, teletaúnem), również sugeruje indoeuropejską deklinację.

## Dwujęzyczna inskrypcja z Pesaro
Drugi możliwy przypadek północnopiceńskiego, to dwujęzyczna, wykuta na marmurze, inskrypcja z Pesaro (starożytne Pisaurum) pochodząca z I w. p.n.e. Prawdopodobnie znaczenie obu inskrypcji jest takie samo. Niektórzy językoznawcy jak na przykład Helmut Rix przypuszczają, że w rzeczywistości zawiera tekst po etrusku (przetłumaczone, dzięki niej słowa są włączane do niektórych etruskich słowników).

łacina:L. caf(at)ius . l . f . ste . haruspex | fulguriator

północnopiceński: cafates. lr. lr. netšvis . trutnvt . frontac

tłumaczenie: Luciusz Kafatiusz, syn Luciusza, (z plemienia) Stellatina, wróżbita, tłumacz błyskawic.

Można zauważyć, że kolejność imion po łacinie i w północnopiceńskim jest inna. W łacinie imię poprzedza nazwisko rodowe, podczas gdy w tekście piceńskim nazwisko rodowe poprzedza imię. Netšvis trutnvt może być odpowiednikiem harvspex ‘wróżbity’. Frontac wydaje się być ekwiwalentem łacińskiego fulguriator „tłumacz błyskawic, wróżący z błyskawic”. W obu przypadkach istnieje możliwość etruskiej pożyczki.